# Coronel Hilario Lagos
Coronel Hilario Lagos är en ort i Argentina.   Den ligger i provinsen La Pampa, i den centrala delen av landet, 500 km väster om huvudstaden Buenos Aires. Coronel Hilario Lagos ligger 144 meter över havet och antalet invånare är 676.
Terrängen runt Coronel Hilario Lagos är mycket platt. Runt Coronel Hilario Lagos är det mycket glesbefolkat, med 4 invånare per kvadratkilometer.. Coronel Hilario Lagos är det största samhället i trakten.
Trakten runt Coronel Hilario Lagos består till största delen av jordbruksmark.